# 송세호
송세호(宋世浩, 1893년 8월 29일 ~ 1970년 6월 13일)는 경상북도 선산군에서 태어나 대한민국 임시 정부 수립에 참여한 독립운동가로, 본관은 여산이다. 1991년에 대한민국 정부로부터 건국훈장 애족장을 받았으나, 1939년에 경성지방법원 검사국에 보고된 ‘남화한인청년연맹 관계자 검거의 건’에 ‘일찍부터 일본의 밀정 행위에 종사한 친일 조선인’으로 기록되어 있고, 일본군 위안소로 여겨지는 시설을 운영한 증거가 발견되는 등 독립운동가가 맞는지에 관한 논란이 제기되었다.

## 생애
송세호는 1893년에 경상북도 선산군(현재의 경상북도 구미시 선산읍)에서 태어났으며, 나중에 경성부 종로로 이주했다. 1919년에 중국 상하이로 망명한 이후에 대한민국 임시 정부 수립 과정에 참여했다. 1919년 4월 13일에는 상하이 주재 대한민국 임시 의정원으로부터 강원도 대표 의원으로 선출되었고, 대한민국 임시 정부 국무원으로부터 재무부 재무위원으로 임명되었다.
송세호는 강원도 월정사에서 승려로 활동하면서 일제 관헌의 감시를 피하는 한편, 대한민국 임시 정부의 군자금 조달 임무를 수행했다. 1919년 5월에는 한국의 독립 운동 자금을 확보하고 대한민국 임시 정부를 지원하기 위해 조용주(趙鏞周), 연승호(延乘昊) 등과 함께 조직한 독립 운동 단체인 대한민국외교청년단의 상하이 지부장으로 선출되었다. 또한 대동단의 간부로 활동하던 전협(全協)을 통해 경성부에 거주하고 있던 의친왕 이강을 중국 상하이로 탈출시키고 대한민국 임시 정부로 참여시키려는 계획을 세웠다.
송세호는 1919년 11월에 정남용(鄭南用)과 함께 선발대를 조직하고 평안남도 평양으로 출발했지만 의친왕의 행방 불명 사건을 보고받은 일제 경찰이 송세호 일행이 타고 있던 기차 등을 수색했다. 이 과정에서 송세호는 경상북도 안동에서 동료 독립운동가들과 함께 일제 경찰에 의해 체포되었다. 1920년 6월 29일에 경성지방법원에서 열린 재판에서 징역 3년형을 선고받았으나 1922년 12월에 병보석으로 가석방되었다.
출옥 이후에는 조선에서 한용운을 따라 불교를 통한 독립 운동에 전념했다. 1926년 6월에는 종로 낙원동에서 일제 경찰에 체포되었다가 나중에 석방되었다. 조선에서 일제 관헌의 삼엄한 감시로 인해 활동이 어렵게 된 송세호는 1931년 6월에 중국 상하이로 이주하여 덕창(德昌) 담배 공장을 운영했다. 광복 이후에 한국으로 귀국하지 못하고 중국 상하이에 잔류했으며 1970년에 중국 상하이에서 사망했다. 1991년에는 대한민국 정부로부터 건국훈장 애족장을 추서받았으며, 1992년에 대한민국과 중국 간의 외교 관계가 수립된 이후에는 국립대전현충원으로 이장되었다.

## 밀정 활동·위안소 경영 의혹
2019년 4월 29일에 문화방송(MBC)에서 방송된 《탐사기획 스트레이트》는 대한민국 정부로부터 독립유공자로 지정된 송세호가 일본군 위안소를 경영한 조선인이라는 의혹을 제기했다. 《탐사기획 스트레이트》 취재 과정에 참여했던 중국 상하이 사범 대학 연구원과 교수의 증언에 따르면 송세호는 중일 전쟁 시기였던 1939년에 상하이에 설치된 일본군 위안소 가운데 한 곳인 '극동 댄스홀'을 경영한 조선인이라고 한다. 또한 송세호가 상하이에서 '극동 댄스홀' 이외에 일본군 위안소 '삼신리 2호'를 추가로 운영한 것으로 추정된다고 전했다. 1939년 11월 8일에 발행된 《동아일보》에서는 송세호를 '중국 상하이의 대표적인 조선인 사업가 가운데 한 사람'으로 소개하면서 "국제 사교장인 '극동'을 운영하는 민첩하고 원만 무결한 수완가"라고 평가했다.
《탐사기획 스트레이트》의 취재에 따르면 "대한민국 국가보훈처의 공훈록에서 송세호는 중국 상하이 쓰촨 북로에서 덕창(德昌) 담배 공장을 설립하고 독립 운동을 지원했다고 밝히고 있으나 그러한 기록은 어디에서도 확인되지 않았다."고 전했다. 또한 "송세호와 함께 담배 공장 운영에 참여했던 인사들은 민족문제연구소의 《친일인명사전》에 등재되었다."고 지적했다. 1939년 7월 8일에 일본의 검사가 경성지방법원 검사국에 보고한 《남화한인청년연맹 관계자 검거의 건》 문서에서는 남화한인청년연맹 관계자가 "일찍부터 일본의 밀정 행위에 종사한 친일 조선인인 송세호 등의 금품을 강탈하고 독립 운동 자금으로 충당함"으로 기록되었다. 이에 대해 국가보훈처는 "독립유공자 선정 검증 단계에서 검토하지 못한 것으로 파악되며 조사에 착수할 것"이라는 입장을 밝혔다.